# 1554 год в науке
В 1554 году произошли различные научные и технологические события, некоторые из которых представлены ниже.

## События
- Болонский ботаник Улиссе Альдрованди собрал гербарий[1].
- Декабрь: Амбруаз Паре получает звание доктора хирургии.

## Публикации
- Венецианский математик Джамбатиста Бенедетти в трактате «Demonstratio proportionum motuum localium» выдвинул оригинальную теорию свободного падения тел, противоречащую аристотелевской физике — по его мнению, сопротивление, испытываемое падающим телом, зависит от площади его поверхности, а не от веса или объёма. Правильную теорию построил Галилей полвека спустя.
- Конрад Геснер дал первое описание морской свинки[2].
- Ремберт Додунс: «Cruydeboeck»[3].
- Гийом Ронделе опубликовал двухтомник «Libri de piscibus marinis», это классический труд по морской зоологии.
- Ипполит Сальвиани начал публикацию «Aquatilium animalium historiae», заложив основу современной ихтиологии.
- Фламандский астроном Ян Стаде опубликовал в Кёльне свой первый труд: «Ephemerides novae at auctae».
- Монах-путешественник Андре Теве обнародовал отчёт о своём посещении Стамбула: «Cosmographie de Levant».
- Шарль Этьенн опубликовал сборник трудов по сельскому хозяйству: «Praedium Rusticum».

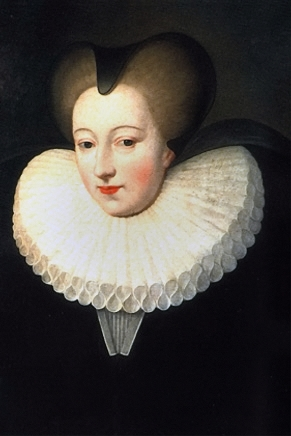
Катрин де Партене

## Родились
См. также: Категория:Родившиеся в 1554 году
- 22 марта — Катрин де Партене, французский математик и аристократка.,ученица Франсуа Виета (ум. в 1631 году).
- Ноябрь — Якоб Христманн, немецкий востоковедt и астроном (ум. в 1613 году).
- Джеймс Ланкастер, английский корсар (ум. в 1618 году).
- (год рожд. приблизителен)
  - Уолтер Рэли, английский исследователь, государственный деятель, поэт и писатель, историк, фаворит королевы Елизаветы I[1][4] (ум. в 1618 году).
  - Эрар де Бар-ле-Дюк, лотарингский математик и военный инженер (ум. в 1610 году).

## Скончались
См. также: Категория:Умершие в 1554 году
- 21 февраля — Иеронимус Бок, немецкий ботаник (род. в 1498 году).
- 22 сентября — Франсиско Васкес де Коронадо, испанский конкистадор (род. в 1510 году).
- Хью Уиллоби, английский исследователь Арктики[5] (род. в 1495 году).
- Лев Африканский — арабский географ и путешественник (род. около 1488 года).